# Unidade Monetária Europeia
Unidade Monetária Europeia era uma moeda escritural que existiu na União Europeia entre 1999 e 2002. Sendo uma moeda escritural, só servia para transacções entre bancos estrangeiros (neste caso, da União Europeia). O mecanismo de câmbio europeu tentou minimizar as flutuações entre as moedas dos Estados membros e da UME. A UME também foi usada em algumas transações financeiras internacionais, onde a sua vantagem era que os títulos denominados em ECU fornecidos aos investidores a oportunidade de diversificação estrangeira sem depender da moeda de um único país.
Por ser uma moeda escritural, não havia emissão de notas e moedas - com exceção de uma pequena série de moedas comemorativas.
Foi substituída pelo Euro em 2002, ao rácio de 1:1 (1 Unidade Monetária Europeia = 1 Euro).